# یاترا
یاترا (انگلیسی: Yatra) آژانس مسافرتی هندی است، که در سال ۲۰۰۶ تأسیس شد.